# John Rechy
John Rechy (* 10. März 1931 in El Paso, Texas) ist ein US-amerikanischer Autor. Sein erster Roman reflektiert seinen biografischen Hintergrund als homosexueller Mann mit mexikanisch-schottischer Abstammung. Sein literarisches Werk wird der Chicano-Literatur zugerechnet. Rechy ist Hochschullehrer im Master of Professional Writing Program an der University of Southern California.
Rechy wurde 1997 mit dem PEN-USA-West´s Lifetime Achievement Award und 1999 mit dem Bill Whitehead Award für sein Lebenswerk ausgezeichnet. 2018 erhielt er für After the Blue Hour den Lambda Literary Award in der Kategorie Gay Fiction.

## Bibliografie
Romane
- City of Night (Grove Press, 1963) 
  - Nacht in der Stadt. Droemer Knaur Verlag, 1989, 464 Seiten.(Reprint: Bruno Gmünder Taschenbuch, 2001)
  - Nacht in der Stadt. (Neuausgabe mit Nachwort) Berlin 2025: Verlag Autonomie und Chaos. ISBN 978-3-911489-03-4 pdf
- Numbers (Grove Press, 1967)
  - Nummern (Darmstadt 1968: Joseph Melzer Verlag)
- This Day's Death (Grove Press, 1969)
- The Vampires (Grove Press, 1971)
- The Fourth Angel (Viking, 1972)
- The Sexual Outlaw (Grove Press, 1977)
- Rushes (Grove Press, 1979)
- Bodies and Souls (Carroll & Graf, 1983)
- Marilyn's Daughter (Carroll & Graf, 1988)
- The Miraculous Day of Amalia Gomez (Arcade, 1991)
- Our Lady of Babylon (Arcade, 1996)
- The Coming of the Night (Grove Press, 1999)
  - Anbruch der Nacht. Bruno Gmünder Taschenbuch, 2002, 288 Seiten.
- The Life and Adventures of Lyle Clemens (Grove Press, 2003)
- Beneath the Skin (Carroll & Graf, 2004)
- After the Blue Hour (Grove Press, 2017)

### Non-fiction
- The Sexual Outlaw (Grove Press, 1977)
- Beneath the Skin (Carroll & Graf, 2004)
- About My Life and the Kept Woman (Grove Press, 2008)

Rechy schrieb außerdem mehrere Essays, die in Beneath the Skin und in Tigers Wild anthologisiert wurden, und schrieb Artikel für The Nation, The New York Review of Books, Los Angeles Times Book Review, L.A. Weekly, The Village Voice und The New York Times Books.